# Tamarro
Tamarro (названий на честь міфологічної істоти в місцевій культурі) — рід троодонтидових тероподів з пізньокрейдяної формації Таларн (група Тремп) в Іспанії. Рід містить один вид, Tamarro insperatus, відомий з часткової плеснової кістки, описаної у 2021 році.

## Відкриття та найменування
Голотип MCD-7073 — плесна — знайдений у 2003 році на місці Сант-Рома д'Абелла, що належить до формації Таларн групи Тремп. У 2021 році Sellés et al. описав його як новий рід і вид, Tamarro insperata; родова назва — це назва маленької істоти у фольклорі Палларса, Іспанія, тоді як видова назва означає «несподіваний», посилаючись на несподіване відкриття скам'янілості.

## Палеобіологія
Аналіз голотипу показує, що це була недоросла людина; його великий розмір говорить про те, що він швидко ріс на початку свого життя.

## Палеоекологія
Тамарро жив на Іберо-Арморіканському острові, і його відкриття розширює знання про різноманітність дрібних тероподів на крейдяному європейському архіпелазі. Він жив би в той же час, що і карликові завроподи та гадрозаври-ламбеозаври.